# Rémi Vignolo
Rémi Vignolo (1972) is een Franse jazzmusicus, die contrabas en drums speelt.

## Biografie
Vignolo begon op zijn zesde de basgitaar te spelen. Met dit instrument en de contrabas werd hij later actief in lokale clubs. Na zijn studie aan de New School in New York trad hij tussen 1993 en 1995 op met Uri Caine, Ravi Coltrane, Mark Turner en Gerry Gibbs. Terug in Frankrijk werd hij lid van het kwartet van André Ceccarelli. Tevens werkte hij met Eric Le Lann, Richard Galliano, Michel Legrand, Sylvain Luc, Stefano Di Battista, John McLaughlin, Louis Winsberg, Erik Truffaz, Toots Thielemans en Jacky Terrasson. In 2003 werd hij lid van het trio van Florian Ross, tevens ging hij spelen bij het kwintet van Rosario Giuliani. Hij was verder actief bij projecten van Aldo Romano (o.m. Chante) en Pierre-Alain Goualch.
In 2015 verscheen zijn debuutalbum Death of an Angry Man. Tussen 1993 en 2010 speelde hij in de jazz mee op 41 opnamesessies. Hij is te horen op albums van Stéphane Huchard, Charles Aznavour, Claude Nougaro, Charlie Watts en Rose.

## Discografie (selectie)
- Aldo Romano, Rémi Vignolo, Baptiste Trotignon Flower Power (Naïve 2006)
- Death of an Angry Man (Gaya, 2015) met Christophe Panzani, Tony Paeleman, Pierre Perchaud, Julien Herné alsook Magic Malik, Olivier Témime